# تیم ملی فوتبال زیر ۲۰ سال ایتالیا
تیم ملی فوتبال زیر ۲۰ سال ایتالیا (به ایتالیایی: Nazionale Under-20 di calcio dell'Italia) یا تیم ملی فوتبال جوانان ایتالیا، نماینده کشور ایتالیا در مسابقات فوتبال جوانان اروپا و جهان است که زیر نظر اتحادیه فوتبال ایتالیا فعالیت می‌کند.